# Equipo de Ensueño de la Copa Mundial FIFA
El «Equipo de Ensueño de la Copa Mundial FIFA» (en inglés: FIFA World Cup Dream Team), fue una lista ideal de once futbolistas publicada por la FIFA en 2002, compuesta por un portero, tres defensas, cuatro centrocampistas y tres delanteros. La votación fue a través del sitio oficial en Internet de la FIFA.

## Equipo
| Posición       | Futbolista        | Nacionalidad    |
| -------------- | ----------------- | --------------- |
| Guardameta     | Lev Yashin        | Unión Soviética |
| Defensa        | Paolo Maldini     | Italia          |
| Defensa        | Franz Beckenbauer | Alemania        |
| Defensa        | Roberto Carlos    | Brasil          |
| Centrocampista | Roberto Baggio    | Italia          |
| Centrocampista | Zinedine Zidane   | Francia         |
| Centrocampista | Michel Platini    | Francia         |
| Centrocampista | Diego Maradona    | Argentina       |
| Delantero      | Romário           | Brasil          |
| Delantero      | Johan Cruyff      | Países Bajos    |
| Delantero      | Pelé              | Brasil          |